# Renzo Minoli
Renzo Minoli   (Milà, 6 de maig de 1904 - Milà, 18 d'abril de 1965) va ser un tirador d'esgrima italià, especialista en espasa, que va competir durant les dècades de 1920 i 1930.
El 1928 va prendre part en els Jocs Olímpics d'Amsterdam, on va guanyar la medalla d'or en la prova d'espasa per equips del programa d'esgrima. Quatre anys més tard, a Los Angeles, guanyà la medalla de plata en la mateixa prova.
En el seu palmarès també destaquen tres medalles al Campionat del Món d'esgrima, dues d'or i una de plata.